# بين كالاهان
بين كالاهان (بالإنجليزية: Ben Callahan)‏ هو لاعب كرة قاعدة أمريكي، ولد في 19 مايو 1957، وتوفي في 9 يناير 2007.